# عصبون إتش 1
يقع عصبون إتش 1 في القشرة البصرية للذباب الحقيقي من رتبة ذوات الجناحين ويتوسط الاستجابات الحركية على المنبهات البصرية. يتميز عصبون «إتش 1» بحساسية للحركة الأفقية في الساحة البصرية ويمنح الذبابة القدرة على الاستجابة بسرعة ودقة للتدفق البصري مع تصحيحات حركية من أجل تحقيق الاستقرار اللازم لحركة الطيران. تستجيب هذه العصبونات بشكل خاص للحركة الأمامية الأفقية المرتبطة بحركة جسم الذبابة نفسه خلال الطيران. يؤدي الضرر اللاحق بعصبون «إتش 1» إلى تعطيل قدرة الذبابة على مواجهة الاضطرابات التي تعترضها أثناء الطيران، ما يشير إلى دوره كأحد المكونات الأساسية في الاستجابة الحركية البصرية. يمثل عصبون «إتش 1» النظام المثالي لدراسة الأساس العصبي لمعالجة المعلومات نظرًا إلى استجاباته عالية النوعية والتنبئية على المنبهات. منذ وضع التوصيفات التشريحية والفيزيولوجية الأولية لعصبون «إتش 1» في عام 1976، استفادت دراسات العصبون بشكل كبير من فهم التشفير العصبي في مجموعة واسعة من الكائنات الحية، وعلى وجه الخصوص العلاقة بين الشيفرة العصبية والسلوك.

## استكشاف الشيفرة العصبية
تساهم الخصائص الثلاث لعصبون «إتش 1»، الموثوقية والنوعية والحساسية، في اعتباره ملائمًا بشكل استثنائي لاختبارات النماذج المقترحة للتشفير العصبي.

### الموثوقية
تتعرض المعلومات البصرية في الجهاز البصري للتثبيط بواسطة السمات الزمانية والمكانية الخاصة بالمدخلات الحسية، بالإضافة إلى الخصائص الفيزيائية الحيوية للدارات العصبونية. تعتمد كيفية تشفير المعلومات ذات الصلة سلوكيًا بواسطة الدارات العصبية على السعة الحوسبية للجهاز العصبي فيما يتعلق بالظروف المحيطة التي تعمل فيها الكائنات الحية بشكل طبيعي. ثبت أن العصبونات «إتش 1» ذات فعالية عالية في تشفير المعلومات عبر مرونتها العالية أمام تحفيز الضوضاء من المصادر الخارجية. تتأثر العمليات التشغيلية والتشفيرية للمسارات الحسية سلبًا بكل من الضوضاء الخارجية (ذات الصلة بالمنبه) والضوضاء الداخلية (العمليات الفيزيولوجية غير التامة)؛ مع ذلك، لا يتأثر نشاط «إتش 1» بضوضاء الفوتون. بدلًا من ذلك، تعمل الضوضاء العصبونية المتأصلة في العمارة العصبية لعصبون «إتش 1» كعامل مقيد للاستجابات الدقيقة على المنبه. يساهم هذا في إنقاص الضوضاء المرافقة لقراءات «إتش 1» الكهربائية الفيزيولوجية بشكل كبير، بالإضافة إلى توفير الموثوقية اللازمة للحصول على استنتاجات الدراسة الدقيقة.

### النوعية
يظهر عصبون «إتش 1» استجابات محددة للغاية وقابلة للتنبؤ بشكل كبير على المنبهات الاتجاهية، إذ يمثل هذا إحدى الخاصيات المفيدة للغاية فيما يتعلق باستكشاف الشيفرة العصبية نظرًا إلى إمكانية وضع ارتباطات موثوقة بين النشاط العصبي والمنبهات. يُطلق على العصبونات «إتش 1» اسم الخلايا الحساسة أفقيًا (إتش إس)، ما يشير إلى حدوث زوال استقطاب أقوى في هذه الخلايا عند الاستجابة للمنبهات الأفقية، بينما تتولد حالة فرط الاستقطاب عند اتجاه الحركة المعاكس. تستجيب خلايا «إتش إس»، مع نظيرتها الخلايا الحساسة شاقوليًا (في إس)، لاتجاه ثابت بغض النظر عن اللون أو التباين الخاص بالخلفية أو المنبه، ما يجعل هذه الأنظمة العصبونية مثالية للاختبارات. يظهر عصبون «إتش 1» استجابة على التنبيه الوارد من العيينة المفردة، ويمكنه التمييز بين الحركة الانتقالية التي تصل إلى 2-3 درجات في الساحة البصرية.

### الحساسية
تنخفض سعة استجابة عصبونات «إتش 1» خلال الطيران عالي السرعة، إذ تصبح بالتالي أكثر حساسية للتغيرات الطارئة على سرعة التدفق البصري وتباين الصورة، بالإضافة إلى زيادة النطاق الديناميكي الذي تعمل خلاله هذه العصبونات. تتناسب تغيرات جهد الغشاء المحواري لعصبون «إتش 1» مع سعة سرعة الصورة البصرية. مع ذلك، تظهر العصبونات البينية النخاعية المتشابكة مع «إتش 1» تغيرات محلية دورية في جهد الغشاء مع تزايد سرعات الصورة البصرية. من أجل تعويض هذا التفاوت، تعمل التغصنات الشجيرية لعصبونات «إتش 1» على دمج هذه التقلبات المحلية بشكل مؤقت، ما ينتج عنه علاقة خطية بين جهد غشاء محوار «إتش 1» وشدة المنبه. يسمح هذا التكيف للذبابة بالانتقال السريع بين أوضاع الطيران الثابت، والحائم وخفيف الحركة.